# Mandragora Scream
Mandragora Scream é uma banda de metal gótico italiana, fundada em 1997 pela vocalista Morgan Lacroix. Climas melancólicos e atmosféricos, misturados com toques de gótico, pop e metal, baseado na temática do vampirismo.

## Membros
- Morgan Lacroix - vocalista
- Terry Horn - guitarrista, vocalista e tecladista
- Max Rivers - baixista
- Furyo Biagioni - baterista

## Discografia
- Fairy Tales From Hell's Caves (2001)
- A Whisper of Dew (2002)
- Madhouse (2006)
- Dragonfly (2008)
- Volturna (2009)
- Luciferland (2012)